# سواح (أغنية)

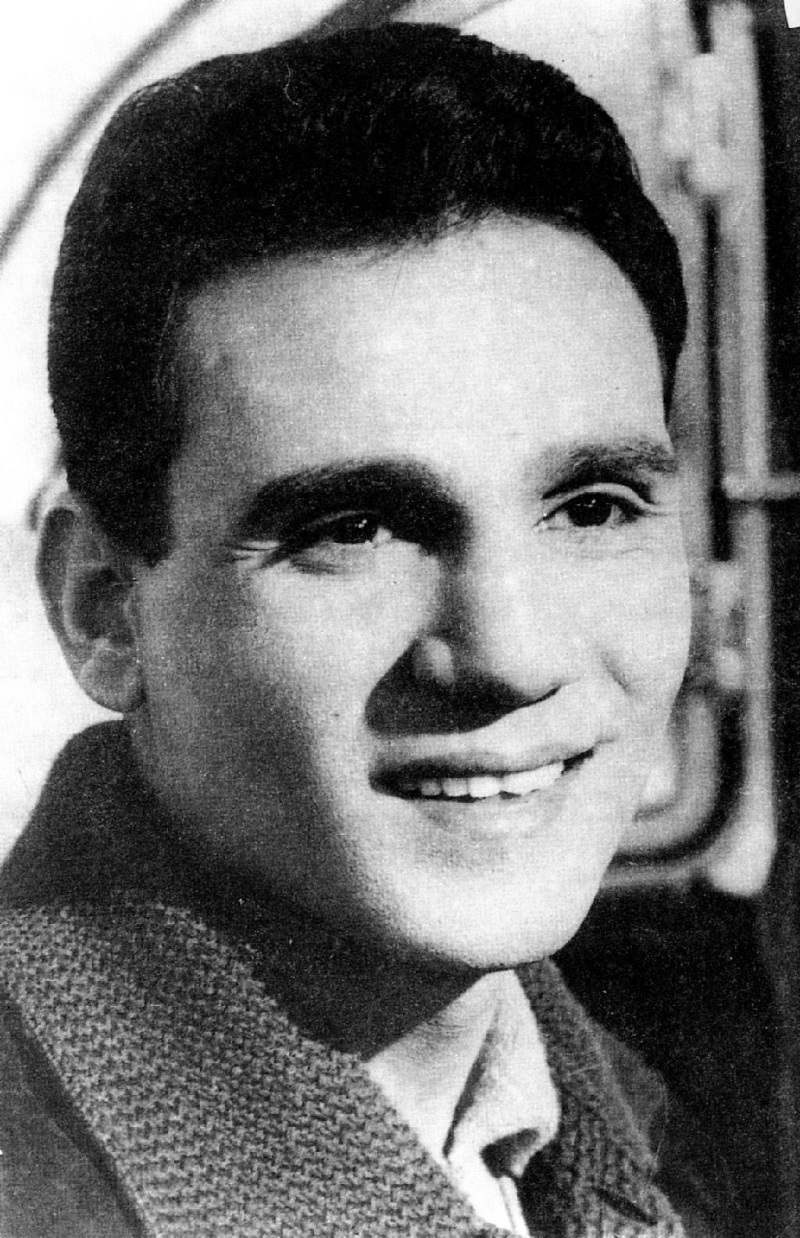

سواح هي إحدى أغاني عبد الحليم حافظ.
- كلمات: محمد حمزة
- ألحان: بليغ حمدي
- غناء: عبد الحليم حافظ